# 市河頼房
市河 頼房（いちかわ よりふさ）は、南北朝時代から室町時代の武将。幼名は松王丸、通称は刑部大輔、甲斐守。

## 生涯
康永2年/興国4年（1343年）、父の市河助房より家督を継ぎ、信濃国志久見郷などの所領を受け継ぐ。
観応の擾乱の際には、越後上杉氏に従い、足利直義方として従軍した。
応安元年/正平23年（1368年）、信濃守護・上杉朝房の下で武蔵平一揆の制圧に参加し、河越館や宇都宮城を攻めた。のち出家し、興仙と称する。
嘉慶元年/元中4年（1387年）、守護・斯波義種に抗した村上頼国らと戦っている。
応永7年（1400年）、大塔合戦の際も、守護・小笠原長秀の与党として参戦した。一貫して時の信濃守護に与し、将軍・足利義満より感状を授かった。